# Weißenborn (Turingia)
Weißenborn è un comune di 1 135 abitanti della Turingia, in Germania.
Appartiene al circondario della Saale-Holzland (targa SHK) ed è amministrato dal comune amministratore (Erfüllende Gemeinde) di Bad Klosterlausnitz.